# Pero bicolor
Pero bicolor là một loài bướm đêm trong họ Geometridae.